# Кёлен, Иоганн ван
Иоганн ван Кёлен (нидерл. Johannes van Keulen; 1654, Девентер, Нидерланды — 1715, Амстердам, Нидерланды) — голландский картограф XVII века. Он опубликовал известный навигационный атлас Zee-Atlas (морской атлас) и справочник Zee-Fakkel (морской факел).
В 1678—1679 годах Иоганн ван Кёлен переехал в Амстердам, и в 1680 году он получил патент Голландии и Западной Фрисландии, позволяющий ему печатать и публиковать морские атласы и справочники судоходства. Это были книги карт и описаний маршрутов, используемые рулевыми для безопасной навигации. Патент был своего рода защитой от незаконного копирования выпущенных книг и карт. Это было особенно важно для атласов, которые были созданы с большими первичными затратами. Иоганн ван Кёлен назвал свою фирму «In de Gekroonde Lootsman» (Коронованный лоцман[уточнить]). Вскоре он принял к себе в фирму картографа Клааса Янсзоона Воогта (Claes Janszoon Vooght).
С 1681 года выпускается Nieuwe Lichtende Zee-Fakkel — пятитомный атлас, для которого Воогт составлял карты и который был проиллюстрирован Яном Лёйкеном. Пятитомный атлас, опубликованный между 1681 и 1684 годом, содержал более 130 новых карт и принёс известность Иоганну ван Кёлену.
Его сын, Герард ван Кёлен (1678—1726), продолжил его работу и подготовил новые издания атласа. Внук Иоганн ван Кёлен II (1704—1755) опубликовал новое издание с картами азиатских вод, впервые опубликованных в 1755 году. Правнук Герард Хюлст ван Кёлен (1733—1801) выпустил последнее издание Zee-Fakkel.